# زاميا جبلية
زاميا جبلية (الاسم العلمي:Zamia montana) هي نوع من النباتات تتبع جنس الزاميا من الفصيلة الزامية.